# William Isaacs
William Isaacs (Fulham, 4 marzo 1884 – Chichester, 6 maggio 1955) è stato un pistard britannico.

## Palmarès

### Olimpiadi
- Bronzo a Londra 1908 nel tandem.